# Solanum brachyantherum
Solanum brachyantherum es una especie de planta fanerógama perteneciente a la familia de la solanáceas. Es originaria de Chile.

## Taxonomía
Solanum brachyantherum fue descrita por Rodolfo Amando Philippi y publicado en Anales de la Universidad de Chile 43: 522. 1873.
Etimología
Solanum: nombre genérico que deriva del vocablo Latíno equivalente al Griego στρνχνος (strychnos) para designar el Solanum nigrum (la "Hierba mora") —y probablemente otras especies del género, incluida la berenjena— , ya empleado por Plinio el Viejo en su Historia naturalis (21, 177 y 27, 132) y, antes, por Aulus Cornelius Celsus en De Re Medica (II, 33). Podría ser relacionado con el Latín sol. -is, "el sol", debido a que la planta sería propia de sitios algo soleados.
brachyantherum: epíteto latíno que significa "con anteras cortas"
Sinonimia
- Solanum geissei Phil.[6]  m_torvum]